# قيح
القَيْحُ أو الصَّدِيدُ (بالإنجليزية: Pus) (ويُسمَّى بالعامية المد) هو إفرازات، عادة تتميز باللون الأصفر المائل للبياض «البيج»، أو الأصفر البني، أو الأصفر، يتشكل بسبب الالتهابات وبسبب العدوى. من المعروف أن تراكم القيح في مناطق محصورة كما في الأنسجة المغلقة يكوِّن ما يعرف بالخُراج. في حين أن تراكم القيح أسفل طبقات الجلد يسمى بالبثرة.
يتكون القيح من طبقة صغيرة من سائل غني بالبروتين يُعرَف باسم «سائل القيح»، وبعض «كريات دم بيضاء محببة»، والتي تتكون بفعل المناعة في الجسم. خلال عملية العدوى، تقوم الخلايا الأكولة الكبيرة بإفراز مادة «الحرائك الخلوية»، مما يؤدي إلى إطلاق «الخلايا العَدِلة» للبحث عن مكان العدوى عن طريق «الانجذاب الكيميائي». عندها، تفرز «الخلايا العَدِلة» حبيبات تقوم بتدمير البكتيريا، تحاول البكتيريا مقاومة مناعة الجسم بإفراز مواد سامّة تسمى «مبيدة الكريات البيضاء». عندما تموت «الخلايا العدلة» بفعل السموم وانقضاء الفترة البيولوجية الخاصة بها، يتم التخلص منها عن طريق «الخلايا الأكولة الكبيرة» وتحويلها إلى قيح لزج.
البكتيريا التي تسبب ذلك يطلق عليها اسم «البكتيريا القيحية»، إذا قامت البكتيريا بتصنيع المخاط، يتم تسميتها «بالبكتيريا القيحية المخاطية».
عادة ما يكون لون القيح أصفرا مائلا للبياض، لكن في بعض الظروف الخاصة قد يتم مشاهدة القيح بألوان أخرى. قد يكون لون القيح أخضراً وذلك لوجود مادة «ميلوبيروكسيداز» وهو بروتين يقاوم البكتيريا يتم تصنيعه بواسطة بعض الأنواع الخاصة من خلايا الدم البيضاء. في بعض الأحيان قد يكون القيح الأخضر موجودا في حالات الإصابة بمرض «الزائفة الزنجارية». ويعود سبب اللون الأخضر إلى الصبغة البكتيرية المدعوة «بايوسيانين». الخُراج الأميبي الذي يخرج من الكبد يعطي قيحاً ذو لون بني، يتم وصفه بأنه يشبه «عجينة الأنشوجة» وهي سمكة بنية اللون صغيرة، قد يكون للقيح رائحة كريهة وذلك بسبب العدوى اللاهوائية.
في معظم الحالات التي يُعالج بها القيح، يقوم الطبيب بمحاولة فتح مجرى للقيح ليخرج خارج الجسم، هذه الطريقة يتم ممارستها وفقاً لمقولة لاتينية قديمة «أينما وُجِد القيح، قم بطرده».
بعض الأمراض المنتشرة بسبب العدوى القيحية مثل القوباء، والتهاب العظام، والتهاب اللفافة.

## البكتيريا القيحية

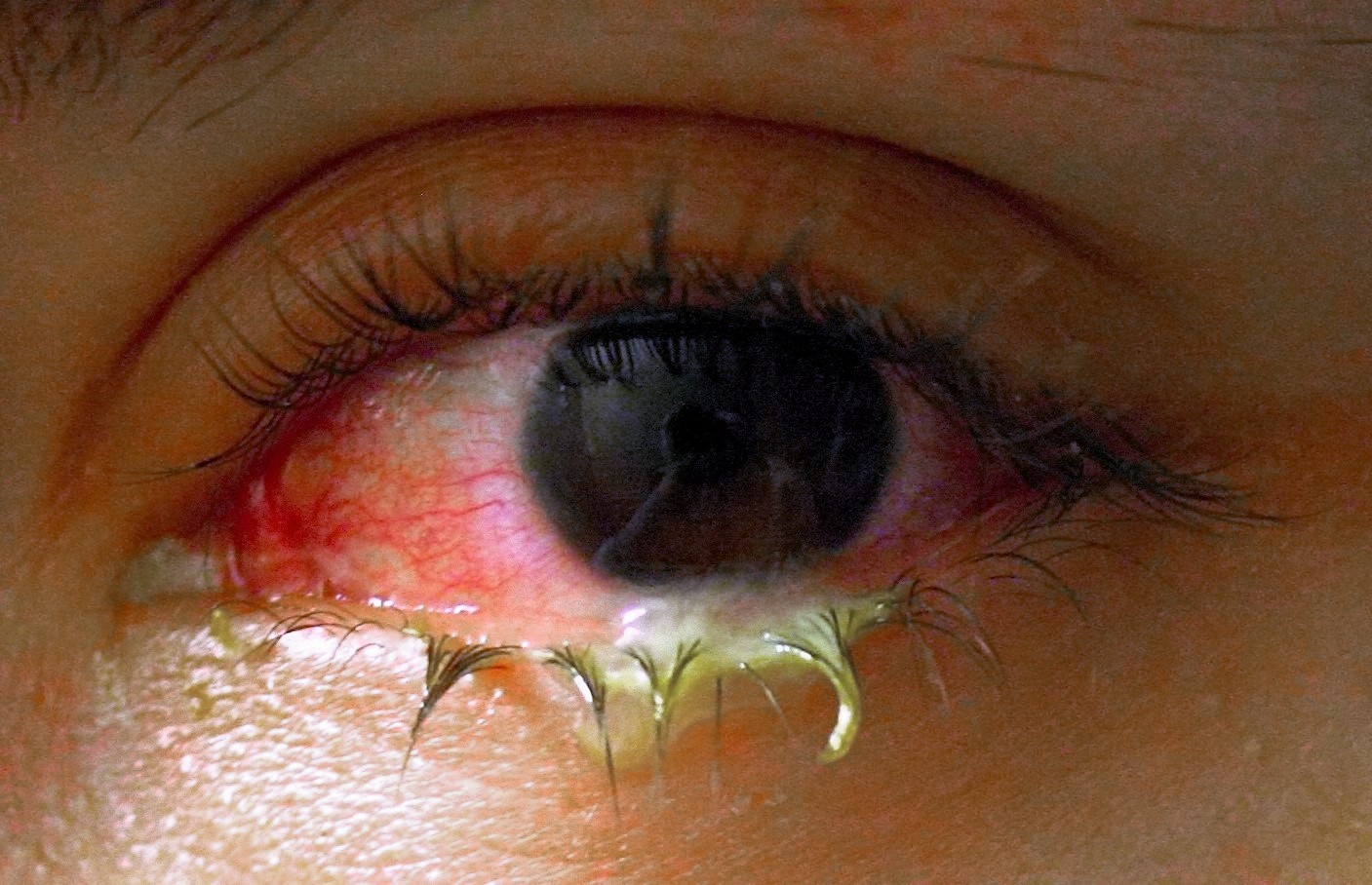
العين مع التهاب الملتحمة تنزح القيح

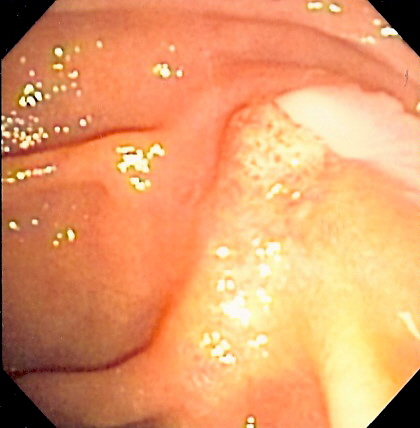
صورة تنظير الإثناعشري من أمبولة كبدية مع القيح مما يدل على الأقنية الصفراوية

العديد من البكتيريا قد تكون قيحية، نذكر منها ليس على سبيل الحصر:
- المكورات العنقودية الذهبية.
- المكورات العنقودية الجلدية.
- العقدية المقيحة.
- الإشريكية القولونية «على شكل عصيات».
- العقدية الرئوية «مكورة».
- الكلبسيلة الرئوية «عصية فريدلاندر».
- السالامونيا التيفية «عصيات التيفية».
- الزائفة الزنجارية.
- النيسرية البنية.
- الشعية.
- بيركولديريا المطرقة «عصية الرعام».
- المتفطرة السلية «عصيات السل».

المكورات العنقودية الذهبية هي أكثر مسببات القيح.